# Freixedas
Freixedas é uma freguesia portuguesa do município de Pinhel, com 33,11 km² de área e 735 habitantes (censo de 2021). A sua densidade populacional é 22,2 hab./km².
É a segunda freguesia mais habitada do concelho, logo a seguir a Pinhel.
Freixedas fica situada entre as cidades de Pinhel e da Guarda sensivelmente a mesma distância entre a capital municipal (Pinhel) e a capital distrital (Guarda). Outras cidades relativamente perto: Trancoso, Meda, Sabugal, Gouveia, Seia, Foz Coa, Covilhã, Mangualde e Viseu.
Vilas próximas: Vila Franca das Naves (município de Trancoso), Figueira de Castelo Rodrigo, Almeida, Vilar Formoso (município de Almeida) e Celorico e Aguiar da Beira.
Para além da aldeia sede, a freguesia de Freixedas integra as anexas Espedrada, João Durão, Moinhos de Aveia e Prados.

## Demografia
A população registada nos censos foi:
| Distribuição da População por Grupos Etários | Distribuição da População por Grupos Etários | Distribuição da População por Grupos Etários | Distribuição da População por Grupos Etários | Distribuição da População por Grupos Etários |
| -------------------------------------------- | -------------------------------------------- | -------------------------------------------- | -------------------------------------------- | -------------------------------------------- |
| Ano                                          | 0-14 Anos                                    | 15-24 Anos                                   | 25-64 Anos                                   | > 65 Anos                                    |
| 2001                                         | 121                                          | 156                                          | 519                                          | 270                                          |
| 2011                                         | 77                                           | 82                                           | 402                                          | 344                                          |
| 2021                                         | 62                                           | 55                                           | 304                                          | 314                                          |

## História
Freixedas teve uma comunidade judaica que aí se fixou no século XV.

## Património
- Alminhas
- Capela de Nª Sª da Espedrada
- Capela de Nª Sª da Saúde
- Capela de Santo Antão
- Capela de S. Domingos
- Capela de S. Francisco
- Capela do Espírito Santo
- Capela do Senhor do Bonfim
- Casas Típicas
- Chafarizes
- Casas Senhoriais de Família
- Cruzeiros
- Ermida de Santa Eufêmia
- Fontes
- Fornos Comunitários
- Igreja Paroquial
- Lagar de Freixedas
- Lagares e Lagaretas
- Monumento dedicado a Nossa Senhora de Fátima
- Pontes e Pontões
- Sepulturas escavadas na rocha
- Solar do Barão do Mogadouro
- Solar do Conde de Antas
- Solar dos Leitões

## Pessoas ilustres
- Carlota de Vilhena Carvalho e Fonseca
- Manuel Madeira Grilo

## Associativismo
- Clube Radiomodelismo Freixedas - Inaugurado em Maio de 2011, junto à Estrada Nacional 221, com uma pista 1/8 TT. A pista está homologada na categoria A pela Federação Portuguesa de Radiomodelismo Automóvel (FEPRA). Coordenadas GPS: N 40º41.225′ | W -7º09.278′
- Fundação Dona Teodora Felizarda da Graça Vilhena de Carvalho e Fonseca - Centro Bem Estar Infantil e ATL. A Morada é Largo 27 de Agosto * 6400-212 Freixedas, Telefone 271 456 40 / Fax: 271 456 400 e o e-mail []

## Anexas de Freixedas[6]

### Espedrada
É uma anexa das Freixedas, situada a 4 Km ao sul da freguesia. O seu nome deriva de Nossa Senhora da Esperada, que dizem ter aparecido naquele local. Tem uma história muito antiga e interessante, quase lendária, que vai passando de geração em geração.
Espedrada vem de Esperada ou Esperançada porque, segundo reza a tradição, no lugar da Senhora Velha apareceu, num dia 15 de agosto, Nossa Senhora Esperada ou Esperançada. Para perpétua memória de tão extraordinário acontecimento, e para agradecer os muitos milagres que Nossa Senhora fazia aos que ali vinham implorar-lhe os muitos milagres, construiu-se, no referido local, perto dos limites de Avelãs da Ribeira e do Codeceiro, uma capela que, mais tarde, foi demolida, tendo sido construída a atual capela.

### João Durão
É uma anexa das Freixedas. O seu nome deriva das contendas e constantes desinteligências entre dois irmãos, dos quais um era duro e teimoso, mas o outro, que se chamava João, era ainda mais duro e mais teimoso e, por isso, lhe chamavam João Durão. Fica no fundo dum pequeno vale e é atravessado por uma ribeira que dá beleza e fertilidade às suas terras.
A Capela de João Durão começou a construir-se em dezembro de 1964, tendo a primeira missa na capela sido celebrada a 31 de julho de 1966.

### Moinhos de Aveia
É a mais pequena das quatro anexas de Freixedas. O nome vem de “Moinhos da Veia”, por sempre ali ter havido moinhos acionados pela água da ribeira, que corre por pequenos valados chamados veias. O sítio é interessante e bonito, principalmente na Primavera e no Verão. Há ali uma capela muito antiga, mas muito pequena, dedicada a Nossa Senhora da Saúde, à qual recorrem aflitos e doentes, pedindo-lhe remédio para os seus males.

### Prados
É a maior anexa das Freixedas. Chama-se assim por causa dos bons campos e lameiros que servem de pasto aos animais. Fica a 4Km a nordeste das Freixedas e, antigamente, era formado por duas quintas que hoje estão ligadas e não se distinguem uma da outra: a Quinta de Cima e a Quinta de Baixo, como se lê em documentos antigos, nomeadamente no Dicionário Geográfico, elaborado no tempo do Marquês de Pombal. Sabe-se que já existia no tempo dos Romanos, que ali tinham uma praça.